# Miniature American Shepherd
Der Miniature American Shepherd (auch Miniature Australian Shepherd, salopp Mini-Aussie – wobei dieser nicht als anerkannte Rasse gilt) ist eine von der FCI anerkannte Hunderasse aus den USA. Die Rasse wurde ab dem 9. Mai 2011 vom AKC im Hinblick auf eine mögliche Anerkennung in seinem Foundation Stock Service geführt und wurde am 27. Juni 2012 in die Miscellaneous Class aufgenommen. Am 1. Juli 2015 erfolgte die definitive AKC-Anerkennung und Aufnahme in die Herding Group.

## Herkunft und Geschichte
Die Rasse entstand direkt aus dem Australian Shepherd, eigentlich sogar parallel. Während der gesamten Geschichte der Australian Shepherds findet man immer wieder kleine (unter 18"/45 cm) Hunde in Dokumenten und auf Fotografien.  Die Großvieh haltenden bzw. züchtenden Farmer bevorzugten einen größeren Hund für ihr größeres Vieh. Einige Besitzer und Züchter wollten jedoch weiterhin den kleineren Australian Shepherd.
1968 wurden die „Kleinen Aussies“ von Doris Cordova in Norco im US-Bundesstaat Kalifornien wiederentdeckt. Doris Cordovas wohl berühmtester Hund Cordova’s Spike wurde an Bill und Sally Kennedy weitergegeben, um die Zuchtlinie weiterzuentwickeln. Zu dieser Zeit begann Chas Lasater des Valhalla Kennels ebenfalls, Miniature Australian Shepherds zu züchten. Cordova, Lasater und die Kennedys gründeten gemeinsam den ersten Club für die Rasse.
Seit den 1980ern können die Hunde beim National Stock Dog Register erfasst werden. In den USA gab es zwei spezielle Register für Miniature Australian Shepherds:
- Miniature American Shepherd Club of the USA – MASCUSA
- The Miniature Australian Shepherd Club of America – MASCA

Im Mai 2011 hat der AKC die Rasse unter dem Namen Miniature American Shepherd im Hinblick auf eine zukünftige Anerkennung in seinen Foundation Stock Service aufgenommen. Der North American Miniature Australian Shepherd Club of the USA (NAMASCUSA) benannte sich im Rahmen der Aufnahme in Miniature American Shepherd Club of the USA um. Er wurde 2011 zum rassebetreuenden Verein (parent club) im AKC. Der Miniature Australian Shepherd Club of America (MASCA) und einige weitere Vereine haben diese Namensänderung bisher nicht nachvollzogen. Der Miniature Australian Shepherd Club of America züchtet weder Miniature American Shepherds noch plant er eine entsprechende Anerkennung seiner Zucht im AKC.
Im Mai 2019 folgte dann die nationale Anerkennung des Miniature American Shepherd durch den deutschen VDH. Der Club für Australian Shepherd e.V. (CASD) hat sich dazu bereit erklärt den Miniature American Shepherd, unter den Bestimmungen des VDH, zu betreuen und ist somit der einzige Verein in Deutschland, der ein anerkanntes Zuchtbuch für den Miniature American Shepherd führt.
Im September 2019 wurde der Miniature American Shepherd vorläufig von der FCI anerkannt.

## Beschreibung
Ein Unterschied zum Australian Shepherd liegt in der Größe. Während die Schulterhöhe (Widerrist) beim Australian Shepherd zwischen 46 und 58 cm liegt, beträgt sie beim  Miniature American Shepherd 33–43 cm für Hündinnen und 35,5–46 cm bei Rüden. Die Rasse kommt wie der Australian Shepherd in vielen Farbschlägen vor: Black, Blue Merle, Red, Red Merle. Alle Farbvarianten können weiße und/oder kupferfarbene Abzeichen haben.
Außerdem ist der "Miniature Australian Shepherd" keine offiziell anerkannte Rasse und darf noch mit dem Australian Shepherd gekreuzt werden, während der "Miniature American Shepherd" international anerkannt ist und nach strengeren Regeln gezüchtet wird.

## Wesen
Der Miniature American Shepherd ist ein freundlicher, anpassungsfähiger Hund.  Er lernt schnell und eignet sich auch für verschiedene Hundesportarten; so nimmt er zum Beispiel auch erfolgreich an Agilityturnieren und Hütetrails teil.

## Rassespezifische Erkrankungen
Wie bei Collies tritt bei dieser Rasse der MDR1-Defekt gehäuft auf, der eine Überempfindlichkeit gegenüber mehreren Arzneistoffen hervorruft. Weitere Erbkrankheiten betreffen die Augen: Dazu gehören unter anderem die Collie Eye Anomaly (CEA), Katarakt und die Progressive Retinaatrophie (PRA).